# Arsiero
Arsiero est une commune italienne de la province de Vicence dans la région Vénétie en Italie.

## Administration
| Période                                  | Période | Identité | Étiquette | Qualité |
| ---------------------------------------- | ------- | -------- | --------- | ------- |
|                                          |         |          |           |         |
| Les données manquantes sont à compléter. |         |          |           |         |

### Hameaux
Campagna, Castana, Val di Ferro

### Communes limitrophes
Cogollo del Cengio, Laghi, Lastebasse, Posina, Tonezza del Cimone, Valdastico, Velo d'Astico